# روبين غارسيا ري
روبين غارسيا ري (بالإسبانية: Rubén García Rey)‏ (16 يناير 1986 في إسبانيا - ) هو لاعب كرة قدم إسباني في مركز الدفاع. شارك مع منتخب إسبانيا تحت 19 سنة لكرة القدم. أما مع النوادي، فقد لعب مع ريال بلد الوليد ب وUD Fuengirola Los Boliches ‏ وCD Alhaurino ‏ ونادي كاودينبيث لكرة القدم وLucena CF ‏.

## وصلات خارجية
- روبين غارسيا ري على موقع قاعدة بيانات كرة القدم.إي يو (الإنجليزية)
- روبين غارسيا ري على موقع Soccerbase.com (لاعب) (الإنجليزية)
- روبين غارسيا ري على موقع Soccerway.com (الإنجليزية)